# Горно Пожарско
Горно Пожа̀рско (на гръцки: Ανω Λουτράκι, Ано Лутраки, катаревуса: Ανω Λουτράκιον, Ано Лутракион, до 1922 година Άνω Πόζαρ, Ано Позар) е бивше село в Егейска Македония, Гърция, разположено на територията на дем Мъглен (Алмопия), административна област Централна Македония.

## География
Горно Пожарско е било разположено 500 m надморска височина в северозападната част на котловината Мъглен (Моглена), на 20 km западно от демовия център Съботско (Аридеа), в южното подножие на планината Нидже над Пожарски бани.

## История

### В Османската империя
В XIX век Горно Пожарско е българско село във Воденска каза на Османската империя. Според преданията селото е по-старо от Долно Пожарско, но постепенно намалява, тъй като жителите му слизат в Долното село. Църквата „Свети Йоан Предтеча“ в Горно Пожарско е от средата на XIX век. Църквата „Свети Георги“ също е стара. Жителите са предимно скотовъдци.
Повечето статистики не различават Долно и Горно Пожарско. Александър Синве („Les Grecs de l’Empire Ottoman. Etude Statistique et Ethnographique“), който се основава на гръцки данни, в 1878 година пише, че в Бозарскени (Bozarskeny), Мъгленска епархия, живеят 1080 гърци. В „Етнография на вилаетите Адрианопол, Монастир и Салоника“, издадена в Константинопол в 1878 година и отразяваща статистиката на населението от 1873 година, Пожарско (Pojarsko) е посочено като село във Воденска каза с 218 къщи и 1000 жители българи.
В 1881 година Пожарско е обрано от разбойника Бекир пехливан. В 1883 година в Пожарско е открито българско училище.
Според статистиката на Васил Кънчов („Македония. Етнография и статистика“) в 1900 година в Пожарско живеят 2004 българи християни.
Цялото население на Пожарско е под върховенството на Българската екзархия. Според секретаря на Екзархията Димитър Мишев („La Macédoine et sa Population Chrétienne“) в 1905 година в Пожарско (Pojarsko) има 2240 българи екзархисти и в селото има българско училище.
Екзархийската статистика за Воденската каза от 1912 година показва селото с 2080 жители.

### В Гърция
През Балканската война в 1912 година селото е окупирано от гръцки части и остава в Гърция след Междусъюзническата война в 1913 година. По време на Първата световна война българските военни власти евакуират жителите на Горно Пожарско в Южна Сърбия. След войната повечето жители на Горно Пожарско се връщат, но изграждат къщи в Долно Пожарско.
Боривое Милоевич пише в 1921 година („Южна Македония“), че Горно Пожарско има 170 къщи славяни християни. В 1922 година е преименувано на Лутракион. В 1981 година селото има 1066 жители.
В 1924 година 15 български семейства от Горно и Долно Пожарско се изселват в България - осем във Варна, шест в София и едно в Стара Загора.
Селото пострадва силно от Гражданската война в Гърция (1946 - 1949). Повечето жители бягат в Югославия, а тези, които бягат в други селища в Гърция, след като се връщат, се установяват в Долно Пожарско и Горно е изоставено. Запазени са църквите „Свети Йоан Предтеча“ и „Свети Георги“.
| Година    | 1913 | 1920 | 1928 | 1940 | 1951 | 1961 | 1971 | 1981 | 1991 | 2001 | 2011 | 2021 |
| --------- | ---- | ---- | ---- | ---- | ---- | ---- | ---- | ---- | ---- | ---- | ---- | ---- |
| Население | 1803 | 79   | 159  | 185  |      |      |      |      |      |      |      |      |

## Личности
Родени в Горно Пожарско
- Петре Бицевски (р. 1939), северномакедонски писател
- Тръпко Бицевски (р. 1938), северномакедонски композитор и мелограф